# 27132 Ježek
(27132) Ježek, denumire internațională (27132) Jezek, este un asteroid din centura principală de asteroizi.

## Descriere
27132 Ježek este un asteroid din centura principală de asteroizi. A fost descoperit pe 11 decembrie 1998 la Observatorul din Ondřejov de Petr Pravec și Lenka Šarounová. Asteroidul prezintă o orbită caracterizată de o semiaxă mare de 2,37 ua, o excentricitate de 0,10 și o înclinație de 7,4° în raport cu ecliptica.